# Ludwik I Czarny
Ludwik I Czarny, niem. Ludwig I. der Schwarze (ur. 1424 w Simmern, zm. 19 lipca 1489 w Meisenheim) – hrabia-palatyn Veldenz w 1444–1489, książę-palatyn Dwóch Mostów w 1459–1471, z dynastii Wittelsbachów. 

## Życiorys
Urodził się jako szóste dziecko i czwarty syn Stefana (1385–1459), księcia-palatyna na Simmern, i Anny (ok. 1390–1439), hrabianki Veldenz. Spośród licznego rodzeństwa znany jest los głównie braci. Starszy Fryderyk zw. Hunsryckim (1417–1480) został później księciem-palatynem w Simmern, Rupreht (1420–1478) biskupem Strasburga, Stefan (1421-1485) kanonikiem w Strasburgu, Moguncji i Kolonii, Spirze i Liège, oraz młodszy Jan (1429-1475) arcybiskupem Moguncji. Spośród sióstr starsza Anna (1413–1455) została wydana za hrabiego Moers Wincentego (zm. 1499), zaś młodsza Małgorzata (1416–1426) nie dożyła wieku dorosłego.
Po śmierci dziadka Fryderyka III (ok. 1365–1444) Ludwik otrzymał hrabstwo Veldenz. Ludwik pozostawał pod kuratelą ojca do osiągnięcia 18. r.ż. w 1453, kiedy to objął pełnię rządów i oddalił Stefana do Meisenheim. 
W 1455 wystąpił zbrojnie przeciwko Fryderykowi I Zwycięskiemu (1425–1476), próbując zrzucić zwierzchnictwo lenne Palatynatu Reńskiego. Ludwikowi udało się splądrować i spalić opactwo w Eußerthal, po czym w bitwach pod Spirą i Weißenburgiem został zmuszony do odwrotu pod Bergzabern, gdzie się obwarował. Nieudane oblężenie miasta pozwoliło Ludwikowi uzyskać korzystny układ pokojowy, podpisany w 1456 w Wormacji. Zachował hrabstwo, jednak musiał złożyć hołd lenny i przysięgę wierności Fryderykowi.
W 1459 odziedziczył po zmarłym Stefanie pośledni tytuł księcia-palatyna Dwóch Mostów. Pozwoliło to Ludwikowi zwiększyć dochody i utrzymać liczniejsze wojska. W 1460 sprzymierzył się z arcybiskupem Moguncji Teodorykiem z Isenburga (1412–1482) i wspólnie z nim uderzył na Fryderyka. Poniósł druzgocącą klęskę w bitwie pod Pfeddersheim, po czym podjął nieudane oblężenie Meisenheim. Ostatecznie został zmuszony w 1471 do zrzeczenia się Palatynatu Dwóch Mostów na rzecz syna Kacpra (1450–1509), którego oddał pod opiekę Fryderyka. W Veldenz panował dozgonnie. 
Ludwik zmarł w 1489 i został pochowany w książęcej krypcie nowo wybudowanego kościoła zamkowego w Meisenheim. Palatynat Veldenz odziedziczył po nim kolejny syn Aleksander Kulawy (1462–1514). 
Swój przydomek zawdzięcza ciemnej cerze i czarnym włosom. 

## Rodzina
20 marca 1454 w Luksemburgu ożenił się z Joanną z Croÿ (ok. 1435–1504), córką Antoniego I Wielkiego (ok. 1402–1475), hrabiego Porcien. Małżeństwo miało dwanaścioro dzieci: 
- Małgorzatę (1456–1527) ⚭ Filip (1450–1509) hrabia Nassau na Idstein w 1480–1509
- Kacpra (1458–1572) – księcia-palatyna Dwóch Mostów w 1471–1572, ⚭ Amelia Hohenzollern (1461–1481), córka Albrechta III Achillesa (1414–1486), elektora Brandenburgii
- Joannę (1459–1520) – benedyktynkę w Marienbergu koło Boppardu,
- Annę (1461–1520) – również benedyktynkę w tym samym klasztorze,
- Aleksandra zw. Kulawym (1462–1514) – hrabiego-palatyna Veldenz, ⚭ Małgorzata (1480–1522), córka Krafta VI (ok. 1445–1503), hrabiego Hohenlohe na Weikersheim
- Dawida (1463–1478),
- Albechta (1464–1513) – kanonika w Kolonii i Strasburgu,
- Katarzynę (1465–1542) – ksieni klasztoru św. Agnieszki w Trewirze,
- Filipa (1467–1489) – proboszcza w Kolonii,
- Jana (1468–1513) – kanonika w Kolonii i Strasburgu,
- Elżbietę (1469–1500) ⚭ 1492 Jan Ludwik I (1472–1545), hrabia Nassau na Saarbrücken
- Samsona (1474–1480).

| Wywód przodków                                    | Wywód przodków                                                                        | Wywód przodków                                                                        | Wywód przodków                                                                                       | Wywód przodków                                                                                         | Wywód przodków                                                                           | Wywód przodków                                                                           | Wywód przodków                                                                          | Wywód przodków                                                                          |
| ------------------------------------------------- | ------------------------------------------------------------------------------------- | ------------------------------------------------------------------------------------- | --- | --- | ---------------------------------------------------------------------------------------- | ---------------------------------------------------------------------------------------- | --------------------------------------------------------------------------------------- | --------------------------------------------------------------------------------------- |
| Prapradziadkowie                                  | palatyn reński Adolf (1300–1327) ∞ 1320 Irmengarda z Oettingen (ok. 1304–1389)        | kr. Sycylii Piotr II (1304–1342) ∞ 1323 Elżbieta z Karyntii (1298–1352)               | burgrabia Norymbergi Jan II Nabywca (ok. 1309–1357) ∞ ok. 1330 Elżbieta z Hennebergu (1318–ok. 1377) | margrabia Miśni, landgraf Turyngii Fryderyk II Poważny (1310–1349) ∞ 1323 Matylda bawarska (1478–1534) | hr. Veldenz Henryk II (ok. 1300–1378) ∞ ok. 1325 Agnieszka z Kreuznach (ok. 1305–† ?)    | hr. Sponheim Jan III Szlachetny (ok. 1315−1398) ∞ 1331 Matylda reńska (1312–1375)        | hr. Nassau Gerlach I (ok. 1285–1361) ∞ ok. 1307 Agnieszka heska (ok. 1290–1332)         | hr. Saarbrücken Jan II (ok. 1310–1381) ∞ 1334 Gizela z Baru (ok. 1315–ok. 1360)         |
| Pradziadkowie                                     | elektor reński Ruprecht II Twardy (1325–1398) ∞1345 Beatrycze z Sycylii (1326–1365)   | elektor reński Ruprecht II Twardy (1325–1398) ∞1345 Beatrycze z Sycylii (1326–1365)   | burgrabia Norymbergi Fryderyk V (1333–1398) ∞1350 Elżbieta miśnieńska (1329–1375)                    | burgrabia Norymbergi Fryderyk V (1333–1398) ∞1350 Elżbieta miśnieńska (1329–1375)                      | hr. Veldenz Henryk III (ok. 1345–1389) ∞ ok. 1364 Loretta ze Sponheim (ok. 1347–po 1365) | hr. Veldenz Henryk III (ok. 1345–1389) ∞ ok. 1364 Loretta ze Sponheim (ok. 1347–po 1365) | hr. Nassau Jan I (1309–1371) ∞ 1353 Joanna z Saarbrücken (ok. 1335–1381)                | hr. Nassau Jan I (1309–1371) ∞ 1353 Joanna z Saarbrücken (ok. 1335–1381)                |
| Dziadkowie                                        | kr. Niemiec Ruprecht z Palatynatu (1352–1410) ∞ 1374 Elżbieta norymberska (1358–1411) | kr. Niemiec Ruprecht z Palatynatu (1352–1410) ∞ 1374 Elżbieta norymberska (1358–1411) | kr. Niemiec Ruprecht z Palatynatu (1352–1410) ∞ 1374 Elżbieta norymberska (1358–1411)                | kr. Niemiec Ruprecht z Palatynatu (1352–1410) ∞ 1374 Elżbieta norymberska (1358–1411)                  | hr. Veldenz Fryderyk III (ok. 1365–1444) ∞ ok. 1389 Małgorzata z Nassau (ok. 1371–1427)  | hr. Veldenz Fryderyk III (ok. 1365–1444) ∞ ok. 1389 Małgorzata z Nassau (ok. 1371–1427)  | hr. Veldenz Fryderyk III (ok. 1365–1444) ∞ ok. 1389 Małgorzata z Nassau (ok. 1371–1427) | hr. Veldenz Fryderyk III (ok. 1365–1444) ∞ ok. 1389 Małgorzata z Nassau (ok. 1371–1427) |
| Rodzice                                           | palatyn Simmern, Stefan (1385–1459) ∞ 1410 Anna z Veldenz (ok. 1390–1439)             | palatyn Simmern, Stefan (1385–1459) ∞ 1410 Anna z Veldenz (ok. 1390–1439)             | palatyn Simmern, Stefan (1385–1459) ∞ 1410 Anna z Veldenz (ok. 1390–1439)                            | palatyn Simmern, Stefan (1385–1459) ∞ 1410 Anna z Veldenz (ok. 1390–1439)                              | palatyn Simmern, Stefan (1385–1459) ∞ 1410 Anna z Veldenz (ok. 1390–1439)                | palatyn Simmern, Stefan (1385–1459) ∞ 1410 Anna z Veldenz (ok. 1390–1439)                | palatyn Simmern, Stefan (1385–1459) ∞ 1410 Anna z Veldenz (ok. 1390–1439)               | palatyn Simmern, Stefan (1385–1459) ∞ 1410 Anna z Veldenz (ok. 1390–1439)               |
| Ludwik I Czarny (1424–1489), palatyn Dwóch Mostów |                                                                                       |                                                                                       | | |                                                                                          |                                                                                          |                                                                                         |                                                                                         |